# Teodor Furdui
Teodor Furdui (n. 9 mai 1935) este un specialist în domeniul fiziologiei stresului, adaptării și dereglărilor funcționale; endocrinologiei; fiziologiei copilului; fiziologiei etative; fiziologiei animalelor agricole; psihofiziologiei și sanocreatologiei, care a fost ales ca membru corespondent (1989) și apoi ca membru titular (1992) al Academiei de Științe a Moldovei. 
La 27 octombrie 1973, s-a desfășurat la Chișinău Primul Simpozion Unional «Stresul și
mecanismele lui patogene», avându-l ca organizator al primelor cinci simpozioane unionale consacrate problemelor stresului, adaptării și dereglărilor funcționale pe doctorul în biologie Teodor Furdui.
Din anul 2004 îndeplinește funcția de prim-vicepreședinte al Academiei de Științe a Moldovei.